# Синячкин, Валентин Алексеевич
Валентин Алексеевич Синячкин — советский хозяйственный и государственный деятель, лауреат Государственной премии СССР за выдающиеся достижения в труде.
Член КПСС.

## Биография
Родился в 1930 году в селе Павловка. . 
В 1946—1951 годах — свекловод колхоза имени Ильича Добринского района Воронежской области.
В 1951—1955 годах — военнослужащий Советской армии.
В 1955—1985 годах — механизатор, звеньевой механизированного свекловодческого звена колхоза имени Ильича Добринского района Воронежской области.
За освоение и внедрение прогрессивных технологий, обеспечение устойчивого роста производства картофеля, сахарной свёклы, технических и других с/х культур был в составе коллектива вместе с братом Николаем Алексеевичем удостоен Государственной премии СССР за выдающиеся достижения в труде 1982 года.
Умер в селе Павловка в 1988 году.

## Награды
- Орден Октябрьской Революции
- Орден Трудового Красного Знамени